# Supercopa de la UEFA
La Supercopa de la UEFA (en inglés y oficialmente, UEFA Super Cup), conocida como Supercopa de Europa, es una competición continental de clubes organizada por la Unión de Asociaciones Europeas de Fútbol (UEFA), que enfrenta a los campeones de las dos máximas competiciones continentales de Europa: la Liga de Campeones y la Liga Europa.
Fue instaurada por la UEFA en 1973 y, hasta 1999, enfrentaba a los campeones de Copa de Europa y de la extinta Recopa de Europa, entonces segunda máxima competición europea. Se disputó a partido de ida y vuelta hasta 1997. Desde 1998, se disputa a partido único en campo neutral (hasta 2012 en el Stade Louis II de Mónaco) y tiene lugar en el mes de agosto, dando inicio a la temporada de las competiciones europeas.
El Paris Saint-Germain F. C. de Francia es el vigente campeón tras vencer al Tottenham Hotspur F. C. de Inglaterra por 4-3 en la tanda de penaltis luego de empatar 2-2 en los 90 minutos reglamentarios.

## Historial
El Real Madrid Club de Fútbol es el equipo más laureado de la competición con seis títulos, mientras que por países, España es la nación más laureada, con un total de diecisiete títulos, además de ser la que suma más participaciones con veintisiete ediciones.
Hasta la edición de 1999, doce campeones de la Copa de Europa y doce campeones de la Recopa de Europa se alzaron con el título. Desde entonces, cuando la Copa de la UEFA o Liga Europa sustituyese al representante de la Recopa, dieciséis campeones de la Copa Europa y ocho de la Liga Europa se han repartido los títulos en juego.
En el verano de 1972 se disputó en la ciudad de Glasgow el primer partido entre los campeones de Recopa y Copa de Europa, el primero de los dos encuentros entre el Rangers, campeón en esa época de la Recopa de la UEFA, y el Ajax de Ámsterdam, vigente campeón de la Copa de Europa, con ocasión del centenario de la fundación del club local. 
| 1972 | E A. F. C. Ajax | 3 - 1, 3 - 2 | R Rangers F. C. | No reconocida como oficial | Ibrox Park (Glasgow) / E. Olímpico (Ámsterdam) |

Sin embargo, la Unión Europea de Asociaciones de Fútbol (UEFA) no ha reconocido tal enfrentamiento, ni como la primera edición del torneo, ni en el ámbito de las competiciones oficiales UEFA a nivel de clubes debido a que el club escocés se encontraba suspendido por un año sin poder participar en competiciones de la UEFA debido a los incidentes en la final de la Recopa de ese mismo año. Es por ello que la primera edición del torneo de la Supercopa con reconocimiento oficial tuvo lugar un año después.
En 2019 la Supercopa fue arbitrada por primera vez por una mujer, la francesa Stephanie Frappart.
| Edición                         | Campeón                         | Resultado                       | Subcampeón                      | Estadio                                                 | Notas                                                                                  |
| Final disputada a doble partido | Final disputada a doble partido | Final disputada a doble partido | Final disputada a doble partido | Final disputada a doble partido                         | Final disputada a doble partido                                                        |
| ------------------------------- | ------------------------------- | ------------------------------- | ------------------------------- | ------------------------------------------------------- | -------------------------------------------------------------------------------------- |
| 1973                            | E A. F. C. Ajax                 | 0 - 1, 6 - 0                    | R Milan A. C.                   | Giuseppe Meazza (Milán) / Olímpico (Ámsterdam)          |                                                                                        |
| 1974                            | No disputada                    | No disputada                    |                                 |                                                         | No se jugó por motivos políticos                                                       |
| 1975                            | R F. K. Dynamo Kyiv             | 1 - 0, 2 - 0                    | E F. C. Bayern                  | Olímpico (Múnich) / Republicano (Kiev)                  |                                                                                        |
| 1976                            | R R. S. C. Anderlecht           | 1 - 2, 4 - 1                    | E F. C. Bayern                  | Olímpico (Múnich) / Parc Astrid (Bruselas)              | Primer equipo en perder dos finales seguidas                                           |
| 1977                            | E Liverpool F. C.               | 1 - 1, 6 - 0                    | R Hamburger S. V.               | Volksparkstadion (Hamburgo) / Anfield (Liverpool)       |                                                                                        |
| 1978                            | R R. S. C. Anderlecht           | 3 - 1, 1 - 2                    | E Liverpool F. C.               | Parc Astrid (Bruselas) / Anfield (Liverpool)            |                                                                                        |
| 1979                            | E Nottingham Forest F. C.       | 1 - 0, 1 - 1                    | R F. C. Barcelona               | City Ground (Nottingham) / Camp Nou (Barcelona)         |                                                                                        |
| 1980                            | R Valencia C. F.                | 1 - 2, 1 - 0 (v.)               | E Nottingham Forest F. C.       | City Ground (Nottingham) / Luis Casanova (Valencia)     |                                                                                        |
| 1981                            | No disputada                    | No disputada                    |                                 |                                                         | No se jugó por falta de fechas                                                         |
| 1982                            | E Aston Villa F. C.             | 0 - 1, 3 - 0 (pró.)             | R F. C. Barcelona               | Camp Nou (Barcelona) / Villa Park (Birmingham)          |                                                                                        |
| 1983                            | R Aberdeen F. C.                | 0 - 0, 2 - 0                    | E Hamburger S. V.               | Volksparkstadion (Hamburgo) / Pittodrie (Aberdeen)      |                                                                                        |
| 1984                            | R Juventus F. C.                | 2 - 0                           | E Liverpool F. C.               | Comunale (Turín)                                        | No se disputó el encuentro de vuelta                                                   |
| 1985                            | No disputada                    | No disputada                    |                                 |                                                         | No se jugó debido a la tragedia de Heysel                                              |
| 1986                            | E F. C. Steaua Bucureşti        | 1 - 0                           | R F. K. Dynamo Kiev             | Luis II, (Mónaco)                                       | Partido único en campo neutral                                                         |
| 1987                            | E F. C. Porto                   | 1 - 0, 1 - 0                    | R A. F. C. Ajax                 | De Meer (Ámsterdam) / das Antas (Oporto)                |                                                                                        |
| 1988                            | R K. V. Mechelen                | 3 - 0, 0 - 1                    | E P. S. V. Eindhoven            | Achter de Kazerne (Malinas) / Philips (Eindhoven)       |                                                                                        |
| 1989                            | E Milan A. C.                   | 1 - 1, 1 - 0                    | R F. C. Barcelona               | Camp Nou (Barcelona) / Giuseppe Meazza (Milán)          |                                                                                        |
| 1990                            | E Milan A. C.                   | 1 - 1, 2 - 0                    | R U. C. Sampdoria               | Luigi Ferraris (Génova) / Giuseppe Meazza (Milán)       | Primer equipo en retener el título. Primera final entre equipos del mismo país         |
| 1991                            | R Manchester United F. C.       | 1 - 0                           | E F. K. Estrella Roja           | Old Trafford (Mánchester)                               | No se disputó el encuentro de vuelta                                                   |
| 1992                            | E F. C. Barcelona               | 1 - 1, 2 - 1                    | R S. V. Werder Bremen           | Weserstadion (Bremen) / Camp Nou (Barcelona)            |                                                                                        |
| 1993                            | R Parma F. C.                   | 0 - 1, 2 - 0 (pró.)             | * Milan A. C.                   | Ennio Tardini (Parma) / Giuseppe Meazza (Milán)         | Campeón de Europa descalificado                                                        |
| 1994                            | E Milan A. C.                   | 0 - 0, 2 - 0                    | R Arsenal F. C.                 | Highbury (Londres) / Giuseppe Meazza (Milán)            |                                                                                        |
| 1995                            | E A. F. C. Ajax                 | 1 - 1, 4 - 0                    | R Real Zaragoza                 | La Romareda (Zaragoza) / Olímpico (Ámsterdam)           |                                                                                        |
| 1996                            | E Juventus F. C.                | 6 - 1, 3 - 1                    | R París Saint-Germain F. C.     | Parque de los Príncipes (París) / La Favorita (Palermo) | Récord de mayor diferencia de goles del certamen                                       |
| 1997                            | R F. C. Barcelona               | 2 - 0, 1 - 1                    | E B. V. Borussia                | Camp Nou (Barcelona) / Westfalenstadion (Dortmund)      |                                                                                        |
| Final disputada a partido único |                                 |                                 |                                 |                                                         |                                                                                        |
| 1998                            | R Chelsea F. C.                 | 1 - 0                           | E Real Madrid C. F.             | Luis II, Mónaco                                         | Implantación de final a partido único en sede fija                                     |
| 1999                            | R S. S. Lazio                   | 1 - 0                           | E Manchester United F. C.       | Luis II, Mónaco                                         |                                                                                        |
| 2000                            | U Galatasaray S. K.             | 2 - 1 (g.o.)                    | E Real Madrid C. F.             | Luis II, Mónaco                                         | Extinción de la Recopa de Europa                                                       |
| 2001                            | U Liverpool F. C.               | 3 - 2                           | E F. C. Bayern                  | Luis II, Mónaco                                         |                                                                                        |
| 2002                            | E Real Madrid C. F.             | 3 - 1                           | U Feyenoord Rotterdam           | Luis II, Mónaco                                         |                                                                                        |
| 2003                            | E Milan A. C.                   | 1 - 0                           | U F. C. Porto                   | Luis II, Mónaco                                         |                                                                                        |
| 2004                            | U Valencia C. F.                | 2 - 1                           | E F. C. Porto                   | Luis II, Mónaco                                         |                                                                                        |
| 2005                            | E Liverpool F. C.               | 3 - 1 (pró.)                    | U P. F. K. CSKA Moskvá          | Luis II, Mónaco                                         |                                                                                        |
| 2006                            | U Sevilla F. C.                 | 3 - 0                           | E F. C. Barcelona               | Luis II, Mónaco                                         | 1ª final entre equipos españoles. Récord de mayor diferencia de goles a partido único. |
| 2007                            | E A. C. Milan                   | 3 - 1                           | U Sevilla F. C.                 | Luis II, Mónaco                                         |                                                                                        |
| 2008                            | U F. K. Zenit                   | 2 - 1                           | E Manchester United F. C.       | Luis II, Mónaco                                         |                                                                                        |
| 2009                            | E F. C. Barcelona               | 1 - 0 (pró.)                    | U F. K. Shaktar Donetsk         | Luis II, Mónaco                                         |                                                                                        |
| 2010                            | U Atlético de Madrid            | 2 - 0                           | E F. C. Internazionale          | Luis II, Mónaco                                         |                                                                                        |
| 2011                            | E F. C. Barcelona               | 2 - 0                           | U F. C. Porto                   | Luis II, Mónaco                                         |                                                                                        |
| 2012                            | U Atlético de Madrid            | 4 - 1                           | E Chelsea F. C.                 | Luis II, Mónaco                                         | Última final en sede fija. Iguala récord de mayor diferencia de goles a partido único. |
| 2013                            | E F. C. Bayern                  | 2 - 2 (5 - 4 pen.)              | U Chelsea F. C.                 | Eden Arena, Praga                                       | Primera final decidida por penaltis. Cambio de sede anual                              |
| 2014                            | E Real Madrid C. F.             | 2 - 0                           | U Sevilla F. C.                 | Cardiff City, Cardiff                                   |                                                                                        |
| 2015                            | E F. C. Barcelona               | 5 - 4 (pró.)                    | U Sevilla F. C.                 | Boris Paichadze, Tiflis                                 | Primera final repetida. Final con más goles a partido único.                           |
| 2016                            | E Real Madrid C. F.             | 3 - 2 (pró.)                    | U Sevilla F. C.                 | Lerkendal, Trondheim                                    | Primer equipo en perder 3 finales seguidas.                                            |
| 2017                            | E Real Madrid C. F.             | 2 - 1                           | U Manchester United F. C.       | Philip II Arena, Skopie                                 |                                                                                        |
| 2018                            | U Atlético de Madrid            | 4 - 2 (pró.)                    | E Real Madrid C. F.             | Lilleküla, Tallin                                       | 1ª final entre equipos de la misma ciudad. Récord de títulos seguidos de un mismo país |
| 2019                            | E Liverpool F. C.               | 2 - 2 (5 - 4 pen.)              | U Chelsea F. C.                 | Beşiktaş, Estambul                                      | Primera final entre equipos ingleses                                                   |
| 2020                            | E F. C. Bayern                  | 2 - 1 (pró.)                    | U Sevilla F. C.                 | Puskás Aréna, Budapest                                  |                                                                                        |
| 2021                            | E Chelsea F. C.                 | 1 - 1 (6 - 5 pen.)              | U Villarreal C. F.              | Windsor Park, Belfast                                   |                                                                                        |
| 2022                            | E Real Madrid C. F.             | 2 - 0                           | U Eintracht Frankfurt           | Estadio Olímpico, Helsinki                              | Implantación del fuera de juego semiautomatizado (SAOT)                                |
| 2023                            | E Manchester City F. C.         | 1 - 1 (5 - 4 pen.)              | U Sevilla F. C.                 | Georgios Karaiskakis, El Pireo                          | Primera final sin prórroga                                                             |
| 2024                            | E Real Madrid C. F.             | 2 - 0                           | U Atalanta B. C.                | Estadio Nacional, Varsovia                              |                                                                                        |
| 2025                            | E Paris Saint-Germain F. C.     | 2 - 2 (4 - 3 pen.)              | U Tottenham Hotspur F. C.       | Estadio Friuli, Údine                                   |                                                                                        |

E: Campeón de la Copa de Europa / Liga de Campeones de la UEFA; U: Campeón de la Copa de la UEFA (desde 2009 Liga Europa de la UEFA); R: Campeón de Recopa de Europa.
En 29 ocasiones el campeón de la Liga de Campeones se coronó Supercampeón de Europa, mientras que en 12 lo hizo el campeón de la Recopa de Europa y en 8 lo hizo el campeón de la Copa de la UEFA / Europa League. En los 24 enfrentamientos entre campeón de Copa de Europa y Recopa, ganaron 12 veces cada uno. Desde que se enfrentan el campeón de la Liga de Campeones de la UEFA y el campeón de la Copa de la UEFA / Liga Europa de la UEFA, el balance es de 17-8 para los ganadores de la Liga de Campeones.

### Palmarés
| Equipo                    | Títulos | Subtítulos | Años campeón                       | Años subcampeón                    |
| ------------------------- | ------- | ---------- | ---------------------------------- | ---------------------------------- |
| Real Madrid C. F.         | 6       | 3          | 2002, 2014, 2016, 2017, 2022, 2024 | 1998, 2000, 2018                   |
| F. C. Barcelona           | 5       | 4          | 1992, 1997, 2009, 2011, 2015       | 1979, 1982, 1989, 2006             |
| A. C. Milan               | 5       | 2          | 1989, 1990, 1994, 2003, 2007       | 1973, 1993                         |
| Liverpool F. C.           | 4       | 2          | 1977, 2001, 2005, 2019             | 1978, 1984                         |
| Atlético de Madrid        | 3       | -          | 2010, 2012, 2018                   |                                    |
| F. C. Bayern              | 2       | 3          | 2013, 2020                         | 1975, 1976, 2001                   |
| Chelsea F. C.             | 2       | 3          | 1998, 2021                         | 2012, 2013, 2019                   |
| A. F. C. Ajax             | 2       | 1          | 1973, 1995                         | 1987                               |
| R. S. C. Anderlecht       | 2       | -          | 1976, 1978                         |                                    |
| Valencia C. F.            | 2       | -          | 1980, 2004                         |                                    |
| Juventus F. C.            | 2       | -          | 1984, 1996                         |                                    |
| Sevilla F. C.             | 1       | 6          | 2006                               | 2007, 2014, 2015, 2016, 2020, 2023 |
| F. C. Porto               | 1       | 3          | 1987                               | 2003, 2004, 2011                   |
| Manchester United F. C.   | 1       | 3          | 1991                               | 1999, 2008, 2017                   |
| F. K. Dynamo Kyiv         | 1       | 1          | 1975                               | 1986                               |
| Nottingham Forest F. C.   | 1       | 1          | 1979                               | 1980                               |
| París Saint-Germain F. C. | 1       | 1          | 2025                               | 1996                               |
| Aston Villa F. C.         | 1       | -          | 1982                               |                                    |
| Aberdeen F. C.            | 1       | -          | 1983                               |                                    |
| F. C. Steaua Bucureşti    | 1       | -          | 1986                               |                                    |
| K. V. Mechelen            | 1       | -          | 1988                               |                                    |
| Parma F. C.               | 1       | -          | 1993                               |                                    |
| S. S. Lazio               | 1       | -          | 1999                               |                                    |
| Galatasaray S. K.         | 1       | -          | 2000                               |                                    |
| F. K. Zenit               | 1       | -          | 2008                               |                                    |
| Manchester City F. C.     | 1       | -          | 2023                               |                                    |
| Hamburger S. V.           | -       | 2          |                                    | 1977, 1983                         |
| P. S. V. Eindhoven        | -       | 1          |                                    | 1988                               |
| U. C. Sampdoria           | -       | 1          |                                    | 1990                               |
| F. K. Estrella Roja       | -       | 1          |                                    | 1991                               |
| S. V. Werder Bremen       | -       | 1          |                                    | 1992                               |
| Arsenal F. C.             | -       | 1          |                                    | 1994                               |
| Real Zaragoza             | -       | 1          |                                    | 1995                               |
| B. V. Borussia            | -       | 1          |                                    | 1997                               |
| Feyenoord Rotterdam       | -       | 1          |                                    | 2002                               |
| P. F. K. CSKA Moskvá      | -       | 1          |                                    | 2005                               |
| F. K. Shaktar Donetsk     | -       | 1          |                                    | 2009                               |
| F. C. Internazionale      | -       | 1          |                                    | 2010                               |
| Villarreal C. F.          | -       | 1          |                                    | 2021                               |
| Eintracht Frankfurt       | -       | 1          |                                    | 2022                               |
| Atalanta B. C.            | -       | 1          |                                    | 2024                               |
| Tottenham Hotspur F. C.   | -       | 1          |                                    | 2025                               |

### Títulos por país
| País         | Títulos | Subcampeón | Clubes campeones |
| ------------ | ------- | ---------- | --- |
| España       | 17      | 15         | Real Madrid C. F. (6), F. C. Barcelona (5), C. Atlético de Madrid (3), Valencia C. F. (2), Sevilla F. C. (1)                                       |
| Inglaterra   | 10      | 11         | Liverpool F. C. (4), Chelsea F. C. (2), Manchester United F. C. (1), Nottingham Forest F. C. (1), Aston Villa F. C. (1), Manchester City F. C. (1) |
| Italia       | 9       | 5          | A. C. Milan (5), Juventus F. C. (2), Parma F. C. (1), S. S. Lazio (1)                                                                              |
| Bélgica      | 3       | -          | R. S. C. Anderlecht (2), K. V. Mechelen (1) |
| Alemania     | 2       | 8          | F. C. Bayern (2) |
| Países Bajos | 2       | 3          | A. F. C. Ajax (2) |
| Portugal     | 1       | 3          | F. C. Porto (1) |
| Ucrania      | 1       | 2          | F. K. Dynamo Kiev (1) |
| Rusia        | 1       | 1          | F. K. Zenit (1) |
| Francia      | 1       | 1          | Paris Saint-Germain F. C. (1) |
| Escocia      | 1       | -          | Aberdeen F. C. (1) |
| Rumania      | 1       | -          | F. C. Steaua Bucureşti (1) |
| Turquía      | 1       | -          | Galatasaray S. K. (1) |
| Serbia       | -       | 1          | |

## Estadísticas

### Clasificación histórica
| Pos. | Club                    | Part. | Puntos | PJ | PG | PE | PP | Pts. x3 | Títulos | % Éxito 1 | % Éxito 2 |
| ---- | ----------------------- | ----- | ------ | -- | -- | -- | -- | ------- | ------- | --------- | --------- |
| 1    | Real Madrid C.F.        | 9     | 18     | 15 | 7  | 4  | 4  | 25      | 6       | 12.24     | 60        |
| 2    | A. C. Milan             | 7     | 17     | 12 | 7  | 3  | 2  | 24      | 5       | 10.2      | 71.43     |
| 3    | F.C. Barcelona          | 9     | 16     | 14 | 6  | 4  | 4  | 22      | 5       | 10.2      | 55.56     |
| 4    | Liverpool F. C.         | 6     | 10     | 8  | 4  | 2  | 2  | 14      | 4       | 8.16      | 66.67     |
| 5    | Juventus F. C.          | 2     | 6      | 3  | 3  | 0  | 0  | 9       | 2       | 4.08      | 100       |
| =    | Atlético de Madrid      | 3     | 6      | 3  | 3  | 0  | 0  | 9       | 3       | 4.08      | 100       |
| 7    | A. F. C. Ajax           | 3     | 5      | 6  | 2  | 1  | 3  | 7       | 2       | 4.08      | 50        |
| =    | Nottingham Forest F. C. | 2     | 5      | 4  | 2  | 1  | 1  | 7       | 1       | 2.04      | 25        |
| =    | F. C. Bayern            | 5     | 5      | 7  | 2  | 1  | 4  | 7       | 2       | 4.08      | 40        |
| 10   | R. S. C. Anderlecht     | 2     | 4      | 4  | 2  | 0  | 2  | 6       | 2       | 4.08      | 100       |
| =    | Valencia C. F.          | 2     | 4      | 3  | 2  | 0  | 1  | 6       | 2       | 4.08      | 100       |
| =    | F. C. Porto             | 4     | 4      | 5  | 2  | 0  | 3  | 6       | 1       | 4.08      | 50        |

### Tabla histórica de goleadores
Para un completo detalle véase Máximos goleadores de la Supercopa de Europa de la UEFA.
El colombiano Radamel Falcao se convirtió en 2012 en el noveno jugador en haber anotado tres goles en la historia de la competición, siendo el segundo que lo lograba en un único encuentro —tras Terry McDermott en 1977— y el que mejor promedio de goles por partido posee (tres goles en un partido). Junto al colombiano se sitúan como máximos goleadores el ucraniano Oleg Blojín, el alemán Gerd Müller, los ingleses Terry McDermott y David Fairclough, los neerlandeses Rob Rensenbrink y Arie Haan, el belga François Van der Elst, y el argentino Lionel Messi.
Nota: En negrita jugadores activos en un club de Europa.
| Pos. | Jugador               | G. | P. J. | Prom. | Debut | Equipo              | Otros clubes        |
| ---- | --------------------- | -- | ----- | ----- | ----- | ------------------- | ------------------- |
| 1    | Radamel Falcao        | 3  | 1     | 3.00  | 2012  | Atlético de Madrid  |                     |
| 2    | Oleg Blojín           | 3  | 3     | 1.00  | 1975  | F. K. Dinamo Kiev   |                     |
| =    | Gerd Müller           | 3  | 3     | 1.00  | 1976  | F. C. Bayern        |                     |
| =    | Terry McDermott       | 3  | 3     | 1.00  | 1977  | Liverpool F. C.     |                     |
| =    | David Fairclough      | 3  | 3     | 1.00  | 1977  | Liverpool F. C.     |                     |
| 6    | Rob Rensenbrink       | 3  | 4     | 0.75  | 1976  | R. S. C. Anderlecht |                     |
| =    | François Van der Elst | 3  | 4     | 0.75  | 1976  | R. S. C. Anderlecht |                     |
| =    | Lionel Messi          | 3  | 4     | 0.75  | 2006  | F. C. Barcelona     |                     |
| 9    | Arie Haan             | 3  | 6     | 0.50  | 1973  | A. F. C. Ajax       | R. S. C. Anderlecht |

### Otros datos estadísticos
El único club con el trofeo en propiedad es la Associazione Calcio Milan tras su victoria en 2007,[cita requerida] y lograr así cinco títulos alternos, antes de que dicha circunstancia quedase abolida por la UEFA en 2008. El club lombardo es a su vez el único club junto al Real Madrid Club de Fútbol en ser campeón dos temporadas consecutivas. Los registros contemplan también al Sevilla Fútbol Club como entidad que más finales ha perdido con seis, o a Madrid, como única ciudad de procedencia de los dos contendientes de una misma final (en 2018 con Real Madrid Club de Fútbol y Club Atlético de Madrid), o al propio país España, único en tener finales reeditadas, esto es con los mismos contendientes en finales distintas, en 2006 y 2015 con Fútbol Club Barcelona y Sevilla Fútbol Club, y en 2014 y 2016 con Real Madrid Club de Fútbol y Sevilla Fútbol Club.
En cuanto a los registros goleadores, la citada final de 2015 fue la de más goles con nueve, cinco para barcelonistas y cuatro para sevillistas, mientras que con el formato a doble partido fue en 1996 con once goles, repartidos en un global de 9-2 de la Juventus Football Club ante el París Saint-Germain Football Club (6-1 y 3-1 en los encuentros). La mayor goleada en un partido fue un 6-0 logrado en dos ocasiones, por el Ajax de Ámsterdam a la Associazione Calcio Milan en 1973, y por el Liverpool Football Club al Hamburger Sport-Verein en 1977, cuando las finales eran aún disputadas a doble partido.
En los registros individuales destacan Paolo Maldini, Toni Kroos, Luka Modrić y Dani Carvajal como los futbolistas más laureados con cinco títulos cada uno, mientras que entre los entrenadores, los más laureados son Carlo Ancelotti con cinco (dos veces con la Associazione Calcio Milan en 2003 y 2007 y tres con el Real Madrid Club de Fútbol en 2014, 2022 y 2024) y Josep Guardiola con cuatro (dos veces con el Fútbol Club Barcelona en 2009 y 2011, una con el Fußball-Club Bayern en 2013 y otra con el Manchester City Football Club en 2023). Continuando con los registros de los entrenadores, el español ganó el título con tres clubes distintos; a él se unen Ancelotti y otros tres al haber ganado el torneo con dos clubes distintos: Alex Ferguson (Aberdeen Football Club en 1983 y Manchester United Football Club en 1991) y Louis van Gaal (Ajax de Ámsterdam en 1995 y Fútbol Club Barcelona en 1997) y Luis Enrique Martínez (Fútbol Club Barcelona en 2015 y Paris Saint Germain en 2025). Gianluca Vialli es el entrenador más joven en vencer el título al hacerlo con 34 años y 50 días (1998 con el Chelsea Football Club), y el ya mencionado Carlo Ancelotti, con 65 años y 60 días el más veterano (2024 con el Real Madrid Club de Fútbol).

## Trofeo

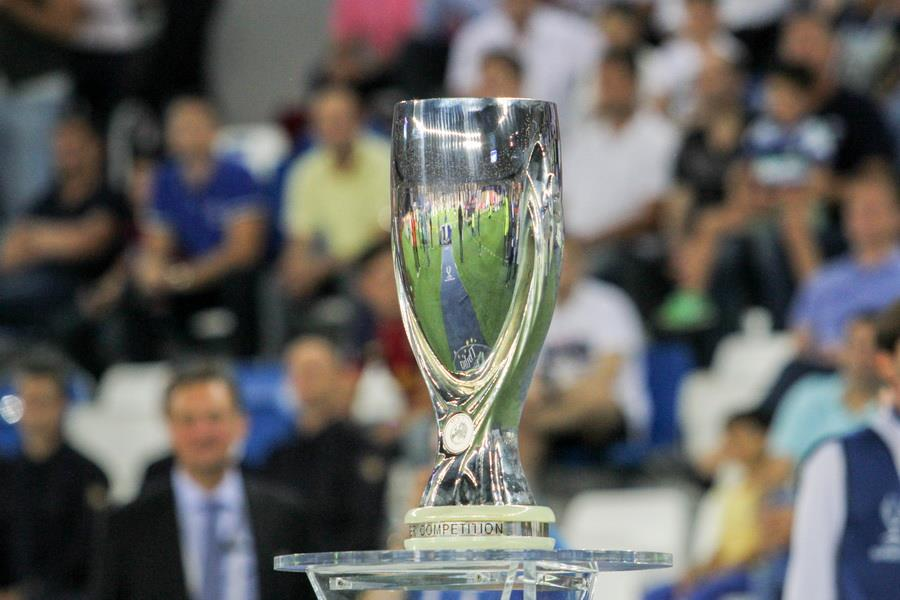
Actual trofeo de la competición.

El trofeo de la Supercopa de Europa ha experimentado varios cambios. El primer trofeo de la edición de 1972, de gran tamaño, fue sustituido en 1977 por una placa de madera, que contenía un emblema dorado de la UEFA. En 1987 se instauró el trofeo vigente en la actualidad, que es el más pequeño y ligero de las competiciones continentales en Europa. El trofeo original pesaba 5 kg y medía 42,5 cm de altura, siendo renovado en 2006, incrementando sus medidas hasta 12,2 kg y 58 cm de altura.
La UEFA entrega al campeón una réplica de tamaño natural, así como treinta medallas de oro al club vencedor y treinta medallas de plata al subcampeón. Hasta la reestructuración de la UEFA acerca de la concesión de trofeos de 2009, el club que ganaba tres veces consecutivas o cinco alternas, recibía el original del mismo en posesión. Desde entonces únicamente se recibe un reconocimiento, mientras que el trofeo original es custodiado por la organización.

### Competiciones europeas
- Liga de Campeones de la UEFA
- Liga Europa de la UEFA
- Liga Europa Conferencia de la UEFA
- Recopa de Europa de la UEFA
- Copa Intertoto de la UEFA

### Competiciones mundiales
- Copa Intercontinental
- Copa Mundial de Clubes de la FIFA

### Anexos
- Clubes ganadores de competiciones UEFA
- Clubes europeos ganadores de competiciones internacionales
- Clubes ganadores de competiciones internacionales a nivel confederativo e interconfederativo